# Phyllodromica pulcherrima
Phyllodromica pulcherrima es una especie de cucaracha del género Phyllodromica, familia Ectobiidae. Fue descrita científicamente por Vidlička & Majzlan en 1997.
Habita en Bulgaria.